# Tuzköy, Gülşehir
Tuzköyü là một thị trấn thuộc huyện Gülşehir, tỉnh Nevşehir, Thổ Nhĩ Kỳ. Dân số thời điểm năm 2011 là 1.868 người.